# Phường 7, Phú Nhuận
Phường 7 là một phường thuộc quận Phú Nhuận, Thành phố Hồ Chí Minh, Việt Nam.
Phường 7 có diện tích 0,43 km², dân số năm 2021 là 21.293 người,  mật độ dân số đạt 49.518 người/km².